# Live from the Royal Albert Hall
Live from the Royal Albert Hall (en español, «En vivo desde el Royal Albert Hall») es un CD y DVD en vivo de la banda de rock estadounidense The Killers. Fue lanzado el 10 de noviembre de 2009 en el Reino Unido, Canadá y Estados Unidos. El álbum fue grabado durante dos noches cuando la banda actuó en el Royal Albert Hall, ubicado en Londres, Inglaterra, en julio de 2009 y también incluye algunas canciones grabadas en vivo durante festivales que la banda encabezó a mediados de 2009. Un CD del material en vivo viene incluido junto al DVD. La carátula de este disco se asemeja a la carátula del tercer álbum de estudio de la banda, «Day & age», que fue diseñada por el artista Paul Normansell.
Brandon Flowers, vocalista de la banda, dijo que la decisión de filmar el primer DVD del grupo en el Royal Albert Hall se debía a que "Londres siempre ha sido muy bueno con nosotros. Ellos nos abrieron los brazos antes que todos. Además el Royal Albert Hall es un lugar muy emblemático y especial, crecí viendo vídeos de Morrissey que grabaron ahí. Así que es muy emocionante ser parte de esto".
Live from the Royal Albert Hall fue nominado a «mejor DVD» por los NME Awards en el año 2010.

## Historial de lanzamientos
| País           | Lanzamiento             | Discográfica | Formato |
| -------------- | ----------------------- | ------------ | ------- |
| Estados Unidos | 3 de noviembre de 2009  | Island       | iTunes  |
| Reino Unido    | 9 de noviembre de 2009  | Mercury      | DVD/CD  |
| Estados Unidos | 10 de noviembre de 2009 | Island       | DVD/CD  |
| Estados Unidos | 10 de noviembre de 2009 | Island       | Blu-ray |

## Lista de canciones
| DVD y Blu-ray |                                                                                     |                                                        |          |  |
| N.º           | Título                                                                              | Escritor(es)                                           | Duración |  |
| 1.            | «Enterlude»                                                                         | Brandon Flowers                                        |          |  |
| 2.            | «Human»                                                                             | Flowers, Dave Keuning, Mark Stoermer, Ronnie Vannucci  |          |  |
| 3.            | «This Is Your Life»                                                                 | Flowers, Keuning, Stoermer, Vannucci                   |          |  |
| 4.            | «Somebody Told Me»                                                                  | Flowers, Keuning, Stoermer, Vannucci                   |          |  |
| 5.            | «For Reasons Unknown» (extendida)                                                   | Flowers                                                |          |  |
| 6.            | «The World We Live In»                                                              | Flowers, Keuning, Stoermer, Vannucci                   |          |  |
| 7.            | «Joy Ride»                                                                          | Flowers, Keuning, Stoermer, Vannucci                   |          |  |
| 8.            | «I Can't Stay» (repetición del coro en piano)                                       | Flowers, Keuning, Stoermer, Vannucci                   |          |  |
| 9.            | «Bling (Confession of a King)» (extendida)                                          | Flowers, Stoermer                                      |          |  |
| 10.           | «Shadowplay» (cover de Joy Division)                                                | Ian Curtis, Peter Hook, Stephen Morris, Bernard Sumner |          |  |
| 11.           | «Smile Like You Mean It»                                                            | Flowers, Stoermer                                      |          |  |
| 12.           | «Losing Touch»                                                                      | Flowers, Keuning, Stoermer, Vannucci                   |          |  |
| 13.           | «Spaceman» (extendida)                                                              | Flowers, Keuning, Stoermer, Vannucci                   |          |  |
| 14.           | «A Dustland Fairytale» (repetición del coro)                                        | Flowers, Keuning, Stoermer, Vannucci                   |          |  |
| 15.           | «Sam's Town» (acústica)                                                             | Flowers                                                |          |  |
| 16.           | «Read My Mind»                                                                      | Flowers, Keuning, Stoermer                             |          |  |
| 17.           | «Mr. Brightside»                                                                    | Flowers, Keuning                                       |          |  |
| 18.           | «All These Things That I've Done»                                                   | Flowers                                                |          |  |
| 19.           | «Sweet Talk»                                                                        | Flowers, Keuning, Stoermer, Vannucci                   |          |  |
| 20.           | «This River Is Wild»                                                                | Flowers, Stoermer                                      |          |  |
| 21.           | «Bones»                                                                             | Flowers, Stoermer, Vannucci                            |          |  |
| 22.           | «Jenny Was a Friend of Mine»                                                        | Flowers, Stoermer                                      |          |  |
| 23.           | «When You Were Young»                                                               | Flowers, Keuning, Stoermer, Vannucci                   |          |  |
| 24.           | «Exitlude»                                                                          | Flowers                                                |          |  |
| 25.           | «Tranquilize» (Material extra: En vivo desde el Oxegen Festival 2009)               | Flowers, Keuning, Stoermer, Vannucci                   |          |  |
| 26.           | «Human» (Material extra: En vivo desde el Hyde Park, Londres 2009)                  | Flowers, Keuning, Stoermer, Vannucci                   |          |  |
| 27.           | «Mr. Brightside» (Material extra: En vivo desde el Hyde Park, Londres 2009)         | Flowers, Keuning                                       |          |  |
| 28.           | «Smile Like You Mean It (50/50)» (Material extra: En vivo desde el V Festival 2009) | Flowers, Stoermer                                      |          |  |
| 29.           | «When You Were Young» (Material extra: En vivo desde el V Festival 2009)            | Flowers, Stoermer                                      |          |  |

- El DVD también incluye detrás de las escenas y entrevistas con los miembros del equipo y fanáticos.
- A pesar de que no fue anunciado por la banda, también se lanzó una edición del concierto en Blu-ray disc, aunque no incluye el CD en vivo.[12]

| CD    |                                               |                                      |          |  |
| N.º   | Título                                        | Escritor(es)                         | Duración |  |
| 1.    | «Human»                                       | Flowers, Keuning, Stoermer, Vannucci | 5:29     |  |
| 2.    | «This Is Your Life»                           | Flowers, Keuning, Stoermer, Vannucci | 3:38     |  |
| 3.    | «Somebody Told Me»                            | Flowers, Keuning, Stoermer, Vannucci | 3:21     |  |
| 4.    | «The World We Live In»                        | Flowers, Keuning, Stoermer, Vannucci | 4:24     |  |
| 5.    | «I Can't Stay» (repetición del coro en piano) | Flowers, Keuning, Stoermer, Vannucci | 4:51     |  |
| 6.    | «Bling (Confession of a King)» (extendida)    | Flowers, Stoermer                    | 6:28     |  |
| 7.    | «Shadowplay» (cover de Joy Division)          | Curtis, Hook, Morris, Sumner         | 4:04     |  |
| 8.    | «Smile Like You Mean It»                      | Flowers, Stoermer                    | 4:18     |  |
| 9.    | «Losing Touch»                                | Flowers, Keuning, Stoermer, Vannucci | 4:10     |  |
| 10.   | «Spaceman» (extendida)                        | Flowers, Keuning, Stoermer, Vannucci | 5:24     |  |
| 11.   | «A Dustland Fairytale» (repetición del coro)  | Flowers, Keuning, Stoermer, Vannucci | 4:57     |  |
| 12.   | «Sam's Town» (acústica)                       | Flowers                              | 4:03     |  |
| 13.   | «Read My Mind»                                | Flowers, Keuning, Stoermer           | 4:22     |  |
| 14.   | «Mr. Brightside»                              | Flowers, Keuning                     | 3:53     |  |
| 15.   | «All These Things That I've Done»             | Flowers                              | 5:55     |  |
| 16.   | «Jenny Was a Friend of Mine»                  | Flowers, Stoermer                    | 4:27     |  |
| 17.   | «When You Were Young»                         | Flowers, Keuning, Stoermer, Vannucci | 4:43     |  |
| 78:18 |                                               |                                      |          |  |

### Formato de las ediciones limitadas
The Killers anunciaron que ofrecerían paquetes exclusivos de edición limitada para el álbum.
Pack para coleccionistas
- El álbum en DVD/CD o Blu-ray
- Cartel promocionando los conciertos originales
- Póster de la banda y de la carátula del disco
- Disco de 12 pulgadas de «Human» y «Spaceman»
- Vinilo blanco de 7 pulgadas de «Human»
- LP (disco de vinilo) del álbum Day & age
- iPod con el vídeo de «When You Were Young»

Pack para fanáticos
- El álbum en DVD/CD o Blu-ray
- Cartel promocionando los conciertos originales
- iPod con el vídeo de «When You Were Young»

## Formatos
- Caja de DVD
- DVD en digipak
- CD en digipak

## Recepción

### Crítica
La respuesta de la crítica para Live from the Royal Albert Hall fue positiva. Starpulse dijo que el lanzamiento era "probablemente el mejor álbum y vídeo en vivo desde Elvis y su 'Aloha From Hawaii' hace 36 años. Es nada menos que el rock and roll en su estado puro", y le dio cinco estrellas de cinco. Rolling Stone le dio cuatro estrellas de cinco y afirmó que "Brandon Flowers (el vocalista) no canta, testifica". Entertainment Weekly puso al DVD en su "must list" y destacó "cuando Brandon Flowers enloquece junto a los fuegos de artificio en el número de cierre «When You Were Young» y los fanáticos empiezan a cantar (y a saltar) juntos. Es una maravilla en los 138 años de existencia del Royal Albert Hall".

### Ventas
Live from the Royal Albert Hall ha vendido más de 500 000 unidades hasta la fecha en todo el mundo.[cita requerida]

### Posicionamientos del CD en listas
| Lista                      | Mejor posición | Certificaciones | Ventas  |
| -------------------------- | -------------- | --------------- | ------- |
| Lista de álbumes holandesa | 35             |                 | +10 000 |
| Lista de álbumes mexicanas | 5              | Oro             | +35 000 |
| Lista de álbumes alemanas  | 60             |                 |         |
| Lista de álbumes españolas | 42             |                 | +10 000 |

### Posicionamientos del DVD en listas
| Lista                            | Mejor posición | Certificaciones | Ventas   |
| -------------------------------- | -------------- | --------------- | -------- |
| Brasil - ABPD                    | 7              | Oro             | +25 000  |
| Music DVD Chart (Reino Unido)    | 2              | 4 x Platino     | +250 000 |
| DVD Chart (Reino Unido)          | 12             |                 |          |
| Music DVD Chart (Irlanda)        | 1              | Platino         | +10 000  |
| ARIA Music DVD Chart (Australia) | 5              | Platino         | +15 000  |
| Music DVD Chart (EE. UU.)        |                | Platino         | +150 000 |

| Listas de final de año (2009)            | Posición |
| ---------------------------------------- | -------- |
| Music DVD Chart of 2009 (Reino Unido)    | 4        |
| ARIA Music DVD Chart of 2009 (Australia) | 49       |